# Skjolden
Skjolden ist ein Tettsted und liegt in der norwegischen Kommune Luster in der Provinz Vestland.

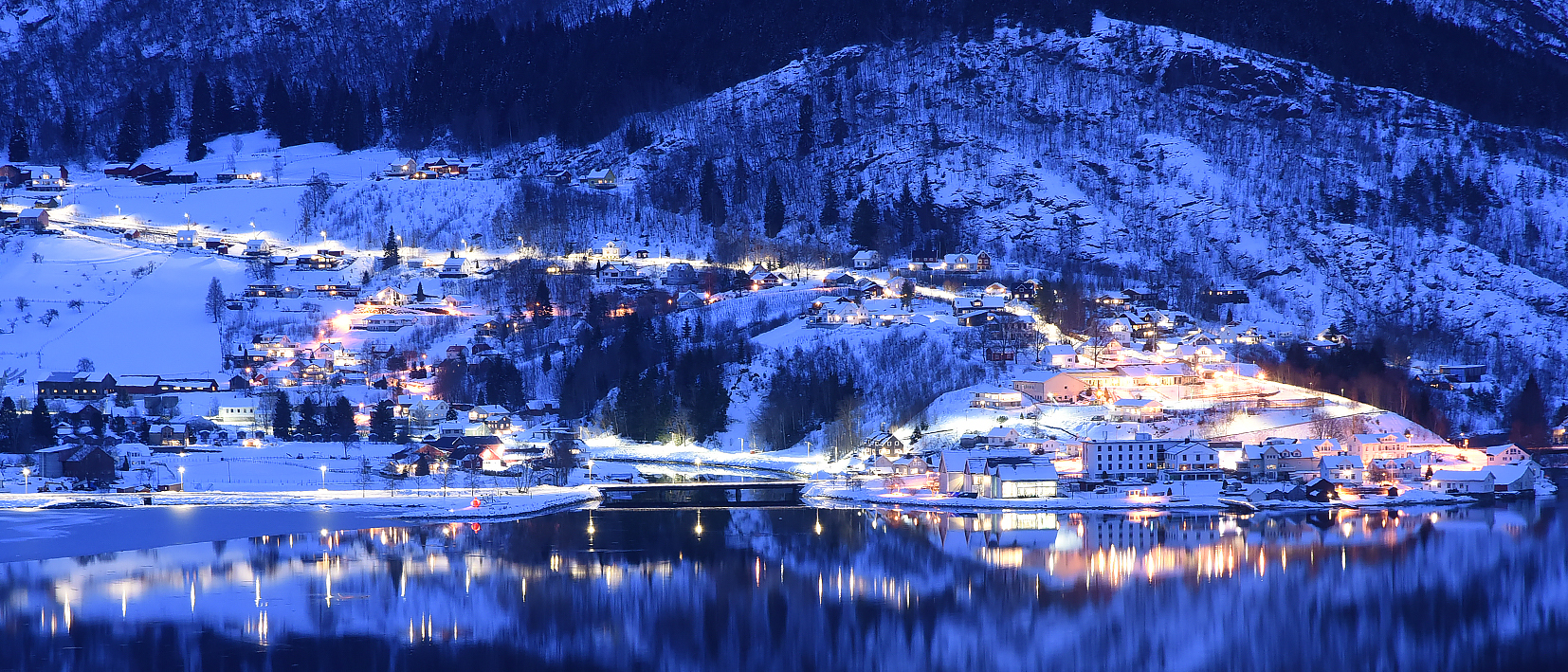
Der Ort Skjolden

## Lage

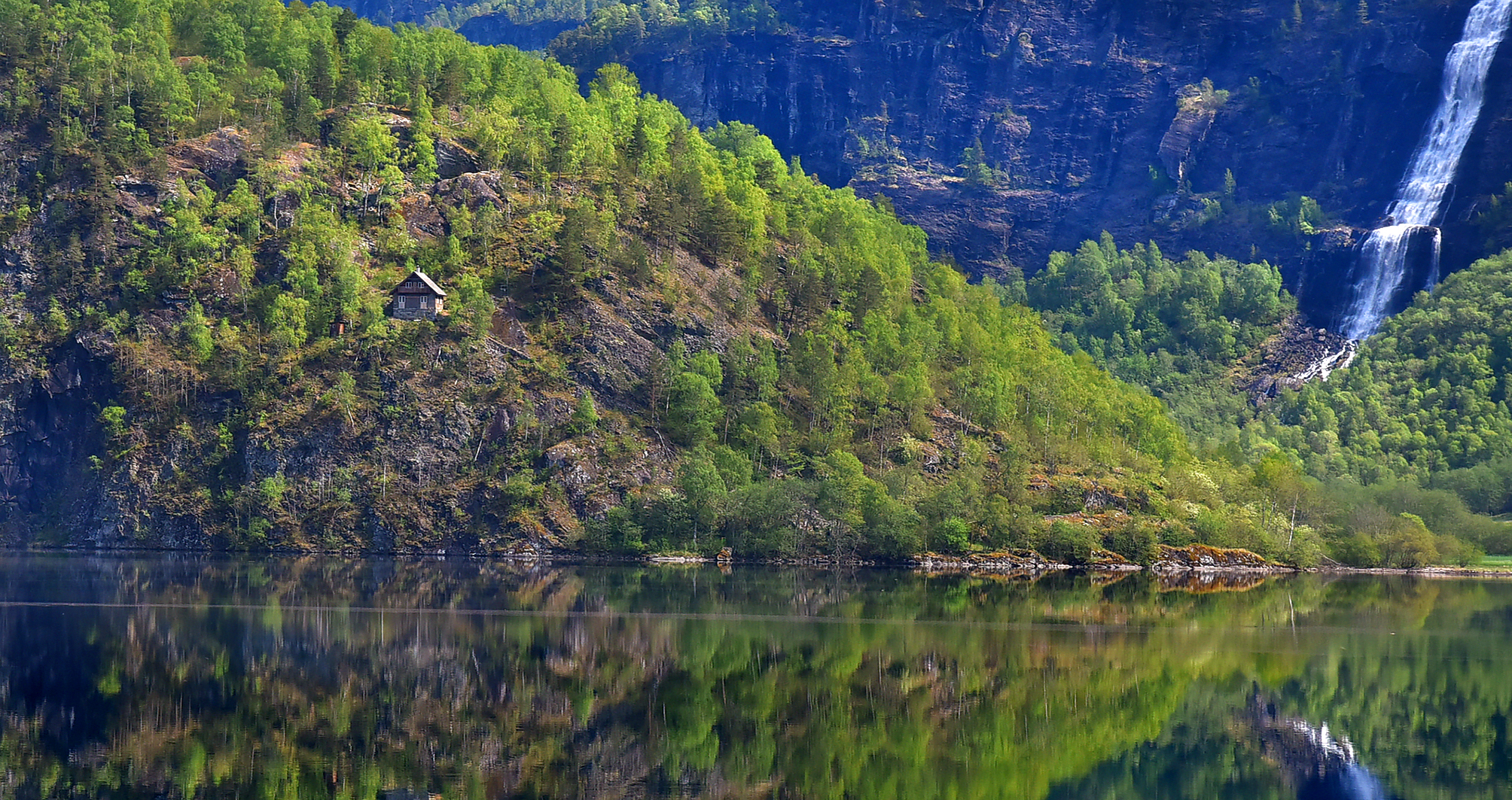
Das restaurierte Haus von Ludwig Wittgenstein in Skjolden (2024)

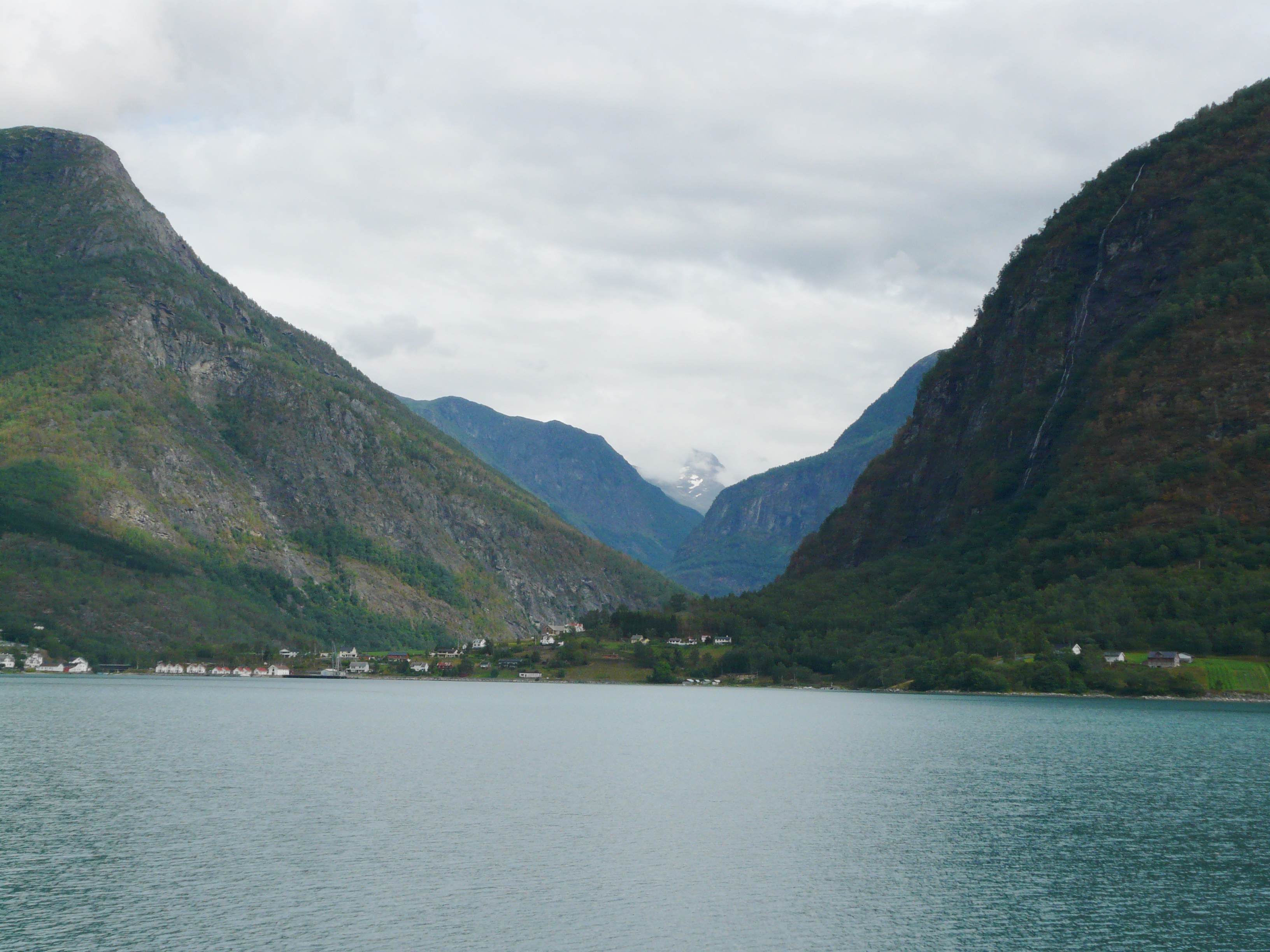
Blick auf Skjolden

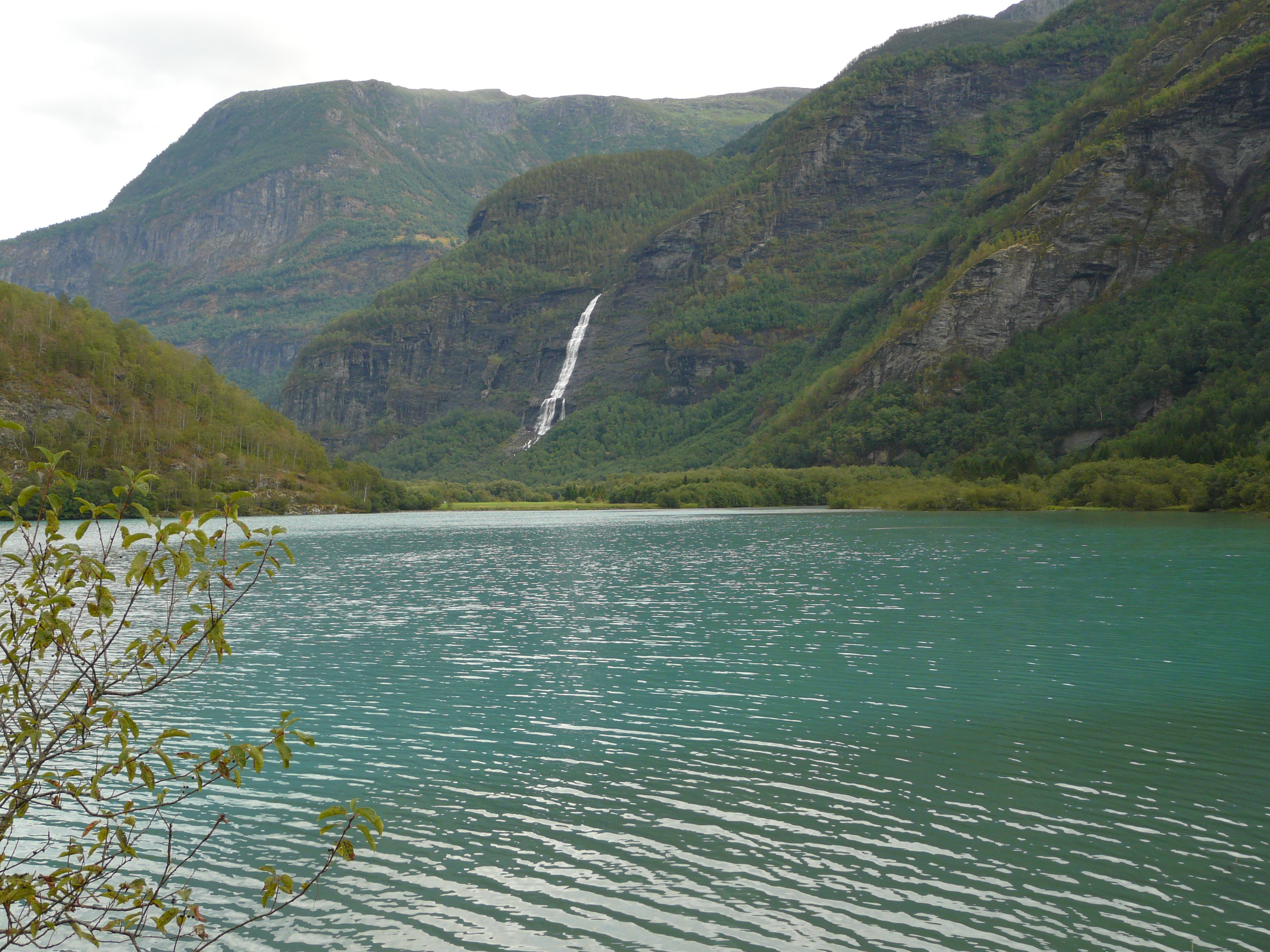
Wasserfall Åsafossen bei Skjolden

Skjolden hat etwa 200 Einwohner und liegt am Ufer des Lusterfjords am Ende des Sognefjords unweit des Nigardsbreen, eines Nebengletschers des Jostedalsbreen. Nördlich des Orts erhebt sich der Hjerseggnosi. Skjolden liegt am Sognefjellsveien der Reichsstraße 55 nach Lom. Orte in der Nähe sind Luster, Gaupne und Sogndal. Im Ort mündet von Norden der Mørkriselvi und von Osten der Eidselvi in den Fjord. Beide werden im Ort von Brücken überspannt. Der nur kurze Eidselvi entwässert den unmittelbar östlich der Ortslage gelegenen See Eidsvatnet. In der näheren Umgebung Skjoldens befinden sich mehrere Wasserfälle, so der Åsafossen östlich und der Feigefossen und der Mordølefossen südlich des Orts.
In Skjolden befindet sich ein Supermarkt, ein Informationszentrum sowie Gastronomie- und Beherbergungsunternehmen.

## Bekannte Bewohner
Der Philosoph Ludwig Wittgenstein wohnte ab 1913 während mehrerer Lebensabschnitte in Skjolden. Sein längster zusammenhängender Aufenthalt betrug 13 Monate und wichtige Teile seines Werkes entstanden hier. Ein von ihm selbst entworfenes Holzhaus ließ er hier auf einem steilen, abgelegenen Felsen über dem See Eidsvatnet errichten; von den Einheimischen wurde es Østerrike (Österreich) genannt.
In Skjolden geboren wurden der norwegische Unternehmer Halvard Drægni (1869–1950) und der Journalist Arve Uglum (* 1975).

## Baudenkmale
Neben Wittgensteins Østerrike ist auch die alte 1956 errichtete Tankstelle Skjolden bensinstasjon als Baudenkmal ausgewiesen.